# Used (Saragosse)
Pour les articles homonymes, voir Used.
Used est une commune d’Espagne, dans la province de Saragosse, communauté autonome d'Aragon comarque de Campo de Daroca.